# Aeroportul Yinchuan Hedong
Aeroportul Yinchuan Hedong (IATA: INC, ICAO: ZLIC) este un aeroport din Ningxia, Republica Populară Chineză ce deservește zona Yinchuan⁠(d). Aeroportul a fost tranzitat în 2022 de 3.785.776 de pasageri. A fost numit după zona deservită.
Situat la o altitudine de 497 m, aeroportul dispune de 1 pistă.

## Infrastructură

### Piste
Aeroportul dispune de o singură pistă. Pista are orientarea 03/21.